# 賈普托吉
賈普托吉（法語：Djaptodji），是馬里的城鎮，位於該國中部，由莫普提區的杜安扎省負責管轄，面積3,252平方公里，海拔高度267米，2009年人口36,263，人口密度每平方公里11人。